# خاطرات فردا
خاطرات فردا محصول گروه فیلم و سریال شبکه اول سیما، یک فیلم بلند تلویزیونی در ژانر کمدی-خانوادگی به نویسندگی و کارگردانی حمیدرضا حافظی است. این تله فیلم اولین بار در جشنواره بین‌المللی فیلم‌های کودکان و نوجوانان همدان در سال ۱۳۸۷ به نمایش درآمد و عید مبعث همان سال نیز اولین پخش خود را از شبکه اول سیما داشته‌است.

## خلاصه داستان
سامان و سحر با سفر در زمان قصد دارند تا مشکلات خود را حل کنند. غافل از آنکه حوادثی عجیب در انتظار آنهاست.